# Aitkin
Aitkin és una ciutat del Comtat d'Aitkin a l'estat de Minnesota dels Estats Units d'Amèrica. Segons el cens dels Estats Units del 2000 tenia 1.984 habitants.

## Demografia
Segons el cens del 2000, Aitkin tenia 1.984 habitants, 892 habitatges, i 434 famílies. La densitat de població era de 445,4 habitants per km².
Dels 892 habitatges en un 22,5% hi vivien nens de menys de 18 anys, en un 36,5% hi vivien parelles casades, en un 9,8% dones solteres, i en un 51,3% no eren unitats familiars. En el 46,5% dels habitatges hi vivien persones soles el 30,2% de les quals corresponia a persones de 65 anys o més que vivien soles. El nombre mitjà de persones vivint en cada habitatge era de 2,03 i el nombre mitjà de persones que vivien en cada família era de 2,9.
Per edats la població es repartia de la següent manera: un 20,8% tenia menys de 18 anys, un 7,5% entre 18 i 24, un 21,6% entre 25 i 44, un 17,6% de 45 a 60 i un 32,4% 65 anys o més.
L'edat mediana era de 45 anys. Per cada 100 dones de 18 o més anys hi havia 69,8 homes.
La renda mediana per habitatge era de 24.574 $ i la renda mediana per família de 38.071 $. Els homes tenien una renda mediana de 30.577 $ mentre que les dones 21.641 $. La renda per capita de la població era de 17.471 $. Entorn del 13,1% de les famílies i el 14,2% de la població estaven per davall del llindar de pobresa.

## Poblacions més properes
El següent diagrama mostra les poblacions més properes.